# هربرت روس
هربرت روس (بالإنجليزية: Herbert Ross)‏ (و. 1927 – 2001 م) هو منتج أفلام، ومخرج سينمائي، وممثل، ومصمم رقص، من الولايات المتحدة الأمريكية، ولد في مدينة نيويورك، توفي في مدينة نيويورك، عن عمر يناهز 74 عاماً.

## وصلات خارجية
- هربرت روس على موقع IMDb (الإنجليزية)
- هربرت روس على موقع الموسوعة البريطانية (الإنجليزية)
- هربرت روس على موقع مونزينجر (الألمانية)
- هربرت روس على موقع ألو سيني (الفرنسية)
- هربرت روس على موقع تيرنر كلاسيك موفيز (الإنجليزية)
- هربرت روس على موقع أول موفي (الإنجليزية)
- هربرت روس على موقع قاعدة بيانات برودواي على الإنترنت (الإنجليزية)
- هربرت روس على موقع قاعدة بيانات الأفلام السويدية (السويدية)
- هربرت روس على موقع إن إن دي بي (الإنجليزية)
- هربرت روس على موقع قاعدة بيانات الفيلم (الإنجليزية)

هربرت روس في قاعدة بيانات الأفلام على الإنترنت